# Staoueli
Staoueli (àrab: سطاوالي, Sṭāwālī; amazic: ⵚⵟⴰⵡⴰⵍⵉ) és un municipi de la wilaya d'Alger, a Algèria, formada pels barris occidentals d'Alger.

## Geografia

### Situació
Staoueli és uns 20 km a l'oest d'Alger.

### Pobles
- Capital: Staoueli

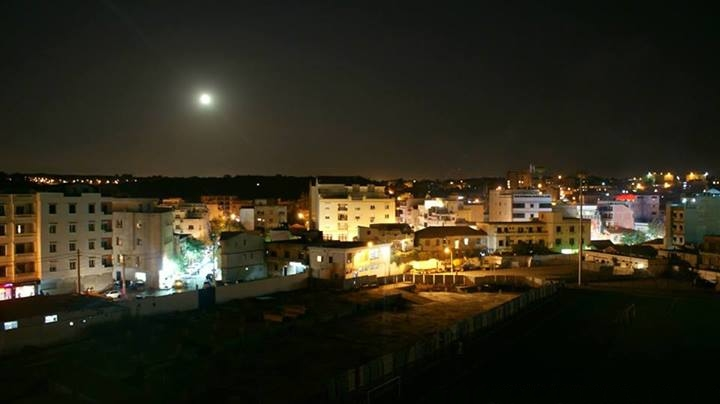
Centre de la ciutat

- Poblacions secundàries: Sidi Fredj, Moretti, Palm Beach, Khaiti Ahmed

### Relleu
Staoueli és a la vasta plana del Sahel d'Alger.

## Planificació urbana
El primer assentament de Staoueli es formà a prop del uadi Bridja, del qual resta un poble agrícola a l'eixida sud-oest de la ciutat.
Al voltant del poble colonial orientat al sud-oest/nord-est, s'edificaren subdivisions en totes dues direccions, però en l'eix oposat, cosa que dona forma de mitja lluna a la ciutat.
A prop del port pesquer i esportiu de Sidi Fredj i del seu conjunt turístic, hi ha dues zones residencials, la primera al voltant de la platja de Moretti i la segona al vessant occidental de la península.
S'està formant una nova ciutat a banda i banda de la carretera de circumval·lació sud al voltant de l'indret anomenat Khaiti Ahmed.

## Història
Tot i que la presència de restes romanes a la península de Sidi Fredj està demostrada, Staoueli només es coneix des de la presència otomana i la d'un morabit turc anomenat Osta-Wali, que li hauria donat el nom. Cinc dies després del desembarcament de l'expedició colonial francesa a Sidi Fredj, ocorregué la batalla de Staoueli, la primera batalla entre francesos i algerians, el 19 de juny del 1830.
El territori que forma part del municipi de Cheragas va sofrir l'assentament de monjos cistercencs que hi fundarien un monestir el 1843. La ciutat circumdant donà lloc més tard al poble de Bouchaoui. El poble colonial de Staoueli no es fundaria fins al 1855, més de deu anys després dels altres pobles del Sahel previstos en el pla colonial francés Guyot.
Al 1887 Staoueli esdevingué un municipi de ple dret en una zona que també incloïa el poble de Zeralda. El 1905, Zeralda en fou desvinculada per ser ascendida a municipi.

## Demografia
| 1867 | 1884 | 1892 | 1902  | 1912  | 1923  | 1936  | 1954  | 1960  | 1966   | 1977   | 1987   | 1998   | 2008   |
| ---- | ---- | ---- | ----- | ----- | ----- | ----- | ----- | ----- | ------ | ------ | ------ | ------ | ------ |
| 332  | 694  | 1523 | 2.176 | 1.770 | 2.310 | 4.166 | 5.671 | 8.021 | 10.511 | 17.443 | 23.759 | 38.915 | 47.664 |

## Economia
Igual que la veïna Zeralda, està fortament orientada al turisme i a l'activitat hotelera.
Com que es tracta d'un antic poble agrícola, encara n'hi ha una mica de conreu d'horta, sobretot a Bridja.